# 中国驻新加坡大使馆
中华人民共和国驻新加坡共和国大使馆（英語：Embassy of the People's Republic of China in the Republic of Singapore），简稱中国驻新加坡大使馆，是中华人民共和國駐新加坡的外交代表機構，位于东陵路150号（150 Tanglin Road）。

## 机构设置
中国驻新加坡大使馆设置下列处室：
- 政治新闻处
- 领事侨务处
- 文化科技处
- 教育处
- 武官处
- 经济商务处
- 办公室